# ماکیکو کونو
ماکیکو کونو (انگلیسی: Makiko Kuno؛ زادهٔ ۲۱ فوریهٔ ۱۹۶۷) بازیگر اهل ژاپن است. وی از سال ۱۹۸۷ میلادی تاکنون مشغول فعالیت بوده‌است.
از فیلم‌ها یا برنامه‌های تلویزیونی که وی در آن نقش داشته‌است می‌توان به موشیشی اشاره کرد.